# Stanisław Ptak Wolski
Stanisław Ptak Wolski herbu Jelita (zm. w 1594 roku) – pisarz ziemski kamieniecki w latach 1563–1594, rotmistrz jazdy obrony potocznej w latach 1570–1575, podstarości barski w 1566 roku.
Poseł województwa podolskiego na sejm 1576/1577 roku.